# Zorica Đurković
Zorica Đurković (in serbo Зорица Ђурковић?; Ragusa, 14 settembre 1957) è un'ex cestista jugoslava.

## Carriera
Con la Jugoslavia ha disputato i Giochi olimpici di Mosca 1980 e tre edizioni dei Campionati europei (1978, 1980, 1981).